# Sogno di una notte d'estate
Sogno di una notte d'estate és una pel·lícula musical italiana del 1983 escrita i dirigida per Gabriele Salvatores, al seu debut com a director. Basat en un musical de rock dirigit pel mateix Salvatores, és una adaptació musical d' El somni d'una nit d'estiu de William Shakespeare. Es va projectar a la secció "De Sica" a la 40a edició del Festival Internacional de Cinema de Venècia.

## Argument
El dia del casament de Teseu i Hipòlita, dos joves hereus de la burgesia milanesa, és a prop. Tot està arranjat: la festa tindrà lloc a l'esplèndida vila familiar de la plana llombarda. Entre els convidats hi ha Lisandre, Demetri, Ermínia i Helena, inseparables i implicats en una estranya relació feta d'impulsos, tendresa i capritxos. Mentrestant, en una masia propera, uns nois estan provant l'espectacle que faran durant la festa. El bosc veí, però, està poblat per elfs, fades i altres estranyes criatures, governades pel rei Oberó i la seva dona Titània, reina de la nit. Al llarg de la nit, el rei i els seus súbdits gaudeixen espiant els quatre joves i empenyent-los els uns als altres sense cap motiu, gràcies als poderosos elixirs que els va donar l'elf Puck. Només el dia del casament, mentre l'espectacle puja a l'escenari de la sala gran, Lisandre, Demetri, Ermínia i Helena podran donar llum als seus veritables sentiments.

## Repartiment
- Alberto Lionello com a Teseu
- Erika Blanc com a Hipòlita
- Luca Barbareschi com a Lisandre
- Ferdinando Bruni com a Puck
- Flavio Bucci com a Oberó
- Alexander Haber com a Egeus
- Giuseppe Cederna com a Demetri
- Sabina Vannucchi com a Helena
- Gianna Nannini com a Titània
- Augusta Gori com Hermia
- Renato Sarti com a Codony
- Elio De Capitani com Bottom
- Cristina Crippa com a Shout
- Luca Toracca com a flauta
- Doris von Thury com a Mort de fam
- Claudio Bisio com a Puça
- Ida Marinelli com a Eugenia